# Thonon Évian Grand Genève Football Club (féminines)
Actualités
La section féminine du Thonon Évian Grand Genève Football Club est un club féminin français de football basé à Ambilly en Haute-Savoie. Fondé en 1978 par Alain Mizzi et Gaston Métral sous le nom de Football Club d'Ambilly, le club rejoint en 2019 l'entité Thonon Évian Grand Genève Football Club dont il devient la section féminine.
L'équipe première, entraînée par Thierry Uvenard, évolue en Division 2 depuis la saison 2017-2018.

## Histoire

### Les débuts
En 1978, quatre joueuses, Corinne Anthèlme, Andrée Pierre Strini, Sylvie Rosset et Myriam Maulini s’entraînent régulièrement avec les garçons du club. Alain Mizzi décide de créer une équipe féminine avec l’accord du président Gaston Métral.
Pour sa première saison de compétition le FCA termine troisième du championnat de Haute-Savoie. En 1980-1981, le club fusionne avec le club voisin de Ville-la-Grand. L'équipe obtient sa première victoire en coupe Rhône-Alpes en 1984-1985, puis sa deuxième coupe en juin 1986. 
À la fin de la sison suivante, en juin 1987, la décision est prise de créer un club exclusivement féminin. Marcel Gallet devient le premier président du FCAF, remplaçant Mr Métral qui arrête son mandat.
En 1992, après trois finales perdues depuis 1987, le FCAF remporte enfin pour la troisi-me foisla coupe Rhône-Alpes.

### Des hauts et des bas
Les joueuses haut-savoyardes accèdent à la D2 féminine epour la saison 1993-1994 à la suite d'un barrage gagné le 30 mai contre Épinal sur le score de 2 buts à 1. Le club évolue quatre saisons à ce niveau.
En juin 1999, les Ambilliennes remportent une quatrième Coupe Rhône-Alpes et retrouvent finalement la D2 en 2000 mais pour une saison uniquement. 
En 2004-2005, alors que l’équipe évolue en championnat honneur ligue, elle atteint les seizièmes de finale du Challenge de France où elle s’incline aux tirs au but contre Rodez devant 400 spectateurs.
À la fin de la saison 2006-2007, plusieurs joueuses cadres arrêtent. Le club décide de repartir avec une équipe très jeune en championnat de district Haute-Savoie/Pays de Gex.
Le premier match se solde par une victoire 17-0 sur Argonay. Malgré cela, il faudra quatre saisons pour remonter à l’échelon supérieur. 
À la fin de la saison 2012-2013, après deux années passées en Honneur Régional, le club accède au niveau Honneur Ligue.
En 2013, le club devient la section féminine de l'Évian Thonon Gaillard Football Club. Le président du club d'Ambilly, Serge Garcia précise toutefois que son club reste « une structure complètement indépendante du club masculin, chacun a son organisation, son budget, sa propre histoire ».
En 2014-2015, alors qu’elle évolue toujours en Honneur Ligue, l’équipe tombe (0-5) contre le club de D1 Montpellier en huitièmes de finale de la coupe de France après avoir battu Nancy (1-0), équipe de D2.

### Le retour en D2
En 2016, l'Évian Thonon Gaillard fait faillite. La section féminine redevient complètement indépendante et est renommée : « Croix de Savoie Football Academy ». Le club reprend ainsi le nom et les couleurs du Football Croix-de-Savoie 74, ce qui lui permet d'obtenir le soutien des anciens supporters ultras de ce club.
En 2017, le club est à nouveau promu en D2 après des barrages contre Bischheim. Le début de saison est très difficile. Après 10 matches, l’équipe ne possède qu’un petit point au compteur. Mais lors du dernier match aller, à Montauban, la victoire permet aux joueuses de reprendre espoir. Au terme d’une excellente seconde partie de saison (invaincues à domicile), le maintien est assuré par une neuvième place en championnat.
La saison 2018-19 se termine sur une belle 5e place. La poule B comptait 13 équipes. Cette saison a été marquée par une série de 7 victoires consécutives (record du club à ce niveau). En Coupe de France, le parcours s'arrête, après trois tours, en seizièmes de finale contre le RC Avignon.
En juin 2019, le club féminin Croix de Savoie Football Academy Ambilly rejoint le club Thonon Évian Football Club, héritier de l'ancien club professionnel Évian Thonon Gaillard Football Club qui a fait faillite en 2016. La nouvelle entité se nomme « Thonon Évian Grand Genève Football Club ». Le club d'Ambilly devient donc la section féminine du nouveau club. Patrick Trotignon est membre de l'équipe dirigeante et l'homme d'affaires Ravy Truchot est l'actionnaire principal.
Artisan de la montée du club en D2, l'entraîneur Dejan Belic n'est pas conservé à l'issue de la saison tronquée 2020-2021 et est remplacé par Thierry Uvenard, ancien entraîneur du Havre en D1.

## Résultats sportifs

### Palmarès
- Coupe Rhône Alpes : 
  - Vainqueur : 1985, 1986, 1992 et 1999

- Coupe de France : 
  - Meilleure performance : 1/2 de finale en 2022/23

### Bilan par saison
| Saison    | Division               | Cl  | Pts | J  | G  | N | P  | Bp | Bc | Coupe de France     | Coupe Rhône-Alpes | Entraîneur             |
| --------- | ---------------------- | --- | --- | -- | -- | - | -- | -- | -- | ------------------- | ----------------- | ---------------------- |
| 1992-1993 | CIR                    | 3e  | 13  | 6  | 2  | 1 | 3  |    |    |                     |                   | L. Carillat            |
| 1992-1993 | Barrages               |     |     | 1  | 1  | 0 | 0  | 2  | 1  |                     |                   | L. Carillat            |
| 1993-1994 | D2                     | 8e  | 10  | 18 | 4  | 2 | 12 | 26 | 55 |                     |                   | P.Y. Gay               |
| 1994-1995 | D2                     | 7e  | 17  | 18 | 7  | 3 | 8  | 19 | 29 |                     |                   | S. Nura                |
| 1995-1996 | D2                     | 8e  | 16  | 18 | 5  | 1 | 12 | 21 | 43 |                     |                   | P. Gallet              |
| 1996-1997 | D2                     | 9e  | 11  | 18 | 3  | 2 | 13 | 27 | 56 |                     |                   | A. Amat                |
| 1997-1998 | Honneur Ligue          | 4e  | 52  | 20 | 9  | 5 | 6  | 42 | 28 |                     |                   | L. Jageneau            |
| 1998-1999 | Honneur Ligue          | 4e  | 42  | 16 | 8  | 2 | 6  | 26 | 20 |                     | Vainqueur         | L. Jageneau            |
| 1999-2000 | Inter-régional         | 1er | 12  | 5  | 4  | 0 | 1  | 17 | 6  |                     |                   | L. Jageneau            |
| 2000-2001 | D2                     | 9e  | 35  | 18 | 4  | 5 | 9  | 21 | 41 |                     |                   | L. Jageneau            |
| 2001-2002 | Inter-régional         | 3e  | 15  | 6  | 2  | 3 | 1  | 8  | 8  | 1er Tour Fédéral    |                   | L. Jageneau            |
| 2002-2003 | D3                     | 9e  | 22  | 18 | 1  | 1 | 16 | 14 | 98 |                     |                   | G. Decampoix           |
| 2003-2004 | Honneur Ligue          | 3e  | 54  | 18 | 11 | 3 | 4  | 45 | 25 |                     |                   | C.Fillion-J.J. Verdan  |
| 2004-2005 | Honneur Ligue          | 4e  | 41  | 16 | 7  | 4 | 5  | 25 | 19 | 1/16e               | Demi-Finale       | C.Fillion-J.J. Verdan  |
| 2005-2006 | Honneur Ligue          | 4e  | 53  | 18 | 11 | 2 | 5  | 34 | 24 | 4e tour régional    |                   | C.Fillion-J.J. Verdan  |
| 2006-2007 | Honneur Ligue          | 7e  | 39  | 18 | 6  | 3 | 9  | 26 | 42 |                     |                   | C.Fillion-A.Macé       |
| 2007-2008 | Excellence - 1re phase | 1er | 28  | 7  | 7  | 0 | 0  | 50 | 1  | 1er Tour Fédéral    |                   | C.Fillion-A.Macé       |
| 2007-2008 | Excellence             | 2e  | 47  | 14 | 11 | 0 | 3  | 44 | 16 | 1er Tour Fédéral    | C.Fillion-A.Macé  |                        |
| 2008-2009 | Excellence             | 4e  | 36  | 14 | 7  | 1 | 6  | 56 | 38 |                     |                   | C.Fillion-A.Macé       |
| 2009-2010 | Excellence             | 4e  | 35  | 14 | 7  | 0 | 7  | 46 | 28 |                     |                   | R. Beaufils            |
| 2010-2011 | Excellence             | 2e  | 50  | 16 | 10 | 4 | 2  | 62 | 27 |                     |                   | R. Beaufils            |
| 2011-2012 | Honneur Régional       | 10e | 46  | 22 | 7  | 3 | 12 | 30 | 36 |                     |                   | R. Beaufils            |
| 2012-2013 | Honneur Régional       | 1er | 70  | 20 | 16 | 2 | 2  | 69 | 21 | 1er tour fédéral    | 2e tour           | R. Beaufils            |
| 2013-2014 | Honneur Ligue          | 2e  | 64  | 20 | 13 | 5 | 2  | 60 | 23 | 2e tour régional    | Quarts de Finale  | R. Beaufils            |
| 2013-2014 | Tour Final             | 3e  | 12  | 6  | 2  | 0 | 4  | 9  | 11 | 2e tour régional    | Quarts de Finale  | R. Beaufils            |
| 2014-2015 | Honneur Ligue          | 3e  | 70  | 22 | 15 | 3 | 4  | 70 | 33 | 1/8e                |                   | R. Beaufils            |
| 2015-2016 | Honneur Ligue          | 4e  | 67  | 22 | 14 | 3 | 5  | 74 | 18 | 3e tour régional    | Demi-Finale       | R. Beaufils            |
| 2016-2017 | Honneur Ligue          | 2e  | 72  | 22 | 16 | 2 | 4  | 78 | 25 | 1/32e               | 1/8e              | J. Duremort - D. Belic |
| 2016-2017 | Barrages               |     |     | 4  | 3  | 0 | 1  | 16 | 6  | 1/32e               | 1/8e              | J. Duremort - D. Belic |
| 2017-2018 | D2 (Gr. B)             | 9e  | 18  | 22 | 5  | 3 | 14 | 32 | 56 | 32es de finale      |                   | D. Belic               |
| 2018-2019 | D2 (Gr. B)             | 6e  | 38  | 24 | 12 | 2 | 10 | 34 | 35 | 16es de finale      |                   | D. Belic               |
| 2019-2020 | D2 (Gr. B)             | 6e  | 20  | 16 | 6  | 2 | 8  | 24 | 18 | 8es de finale       |                   | D. Belic               |
| 2020-2021 | D2 (Gr. B)             | —   | 7   | 6  | 2  | 1 | 3  | 9  | 16 | Compétition arrêtée |                   | D. Belic               |